# Hadsund Sogn
Hadsund Sogn var et sogn i Hadsund Provsti (Aalborg Stift). 1. januar 2016 indgik sognet i Vive-Hadsund Sogn.
Hadsund Kirke blev indviet i 1898 som filialkirke til Visborg Kirke. Hadsund blev så et kirkedistrikt, bestående af områder fra Vive Sogn og Visborg Sogn, der begge hørte til Hindsted Herred i Ålborg Amt. I 1921 blev Hadsund udskilt som et selvstændigt sogn.
I 1937 blev den første Hadsund Kommune (1937-1970) dannet ved sammenlægning af sognekommunerne Hadsund, Skelund-Visborg og Vive. Ved Kommunalreformen i 1970 blev kommunen udvidet med Als sognekommune, der også omfattede Øster Hurup. Ved strukturreformen i 2007 indgik Hadsund Kommune i Mariagerfjord Kommune.

## Stednavne
I Hadsund Sogn findes følgende autoriserede stednavne:
- Hadsund (bebyggelse, ejerlav)
- Hadsund Huse (bebyggelse)
- Hadsundbroen (bro)
- Søndergårde (bebyggelse)
- Visborg Skovmark (bebyggelse)
- Marienhøj Plantage (areal)

## Indbyggertal
| År   | Antal indbyggere |
| ---- | ---------------- |
| 1925 | 2.411            |
| 1935 | 2.910            |
| 1945 | 3.487            |
| 1955 | 3.692            |
| 1965 | 3.866            |
| 1976 | 4.133            |
| 1986 | 4.462            |
| 1996 | 4.816            |
| 2006 | 5.003            |